# Вєтров Юрій Олександрович (вчений)
Юрій Олександрович Вєтров (4 листопада 1916 — 16 травня 1983) — український радянський вчений в області механіки, професор, доктор технічних наук.

## Життєпис
Народився 4 листопада 1916 року. Член КПРС.
К 1961–1983 роках — ректор Київського інженерно-будівельного інституту. З 3 травня 1977 року — член Комітету з Державних премій УРСР у галузі науки і техніки. Член-кореспондент АН УРСР (з 26 грудня 1979 року).

Могила Юрія Вєтрова

Жив в Києві по вулиці Архітектора Городецького, 11а у будинку сільськогосподарського кооперативу «Робітник». Помер 16 травня 1983 року. Похований в Києві на Байковому кладовищі (ділянка № 42).

## Відзнаки
Заслужений діяч науки УРСР, лауреат Державної премії УРСР в галузі науки і техніки (1980; за створення та впровадження високопродуктивних автоматизованих розкривних комплексів гірничотранспортного обладнання безперервної дії для відкритих гірничих розробок з роторними екскаваторами і відвалоутворювачами принципово нових конструкцій).